# Dagmara Wozniak
Dagmara Wozniak (Breslavia, Polonia, 1 de julio de 1988) es una deportista estadounidense que compite en esgrima, especialista en la modalidad de sable.
Participó en tres Juegos Olímpicos de Verano, obteniendo una medalla de bronce en Río de Janeiro 2016, en la prueba por equipos, el octavo lugar en Londres 2012 (individual) y el sexto en Tokio 2020 (por equipos). Ganó cinco medallas en el Campeonato Mundial de Esgrima entre los años 2011 y 2015.
Estudió en la Universidad de San Juan, en Nueva York, graduándose en Biología.

## Biografía
Nació en Breslavia, Polonia, y con su familia emigró a Estados Unidos cuando sólo tenía un año. Se establecieron en Avenel, Nueva Jersey. Comenzó a practicar esgrima a la edad de diez años en Linden, Nueva Jersey, en la Escuela de Esgrima Polaco Americana.
Compitió en los Juegos Olímpicos de Londres 2012 y obtuvo el octavo lugar en la prueba individual. Perdió en cuartos de final ante la rusa Sofia Velíkaya por 15 a 13. En Río de Janeiro 2016 fue medalla de bronce por equipos, junto con Ibtihaj Muhammad, Mariel Zagunis y Monica Aksamit.
En el Campeonato Mundial de Esgrima obtuvo cinco medallas en la prueba por equipos: oro en 2014 y bronce en 2011, 2012, 2013 y 2015.

## Palmarés internacional
| Juegos Olímpicos   | Juegos Olímpicos        | Juegos Olímpicos  | Juegos Olímpicos  |
| Año                | Lugar                   | Medalla           | Prueba            |
| ------------------ | ----------------------- | ----------------- | ----------------- |
| 2016               | Río de Janeiro (Brasil) | Medalla de bronce | Sable por equipos |
| Campeonato Mundial |                         |                   |                   |
| Año                | Lugar                   | Medalla           | Prueba            |
| 2011               | Catania (Italia)        | Medalla de bronce | Sable por equipos |
| 2012               | Kiev (Ucrania)          | Medalla de bronce | Sable por equipos |
| 2013               | Budapest (Hungría)      | Medalla de bronce | Sable por equipos |
| 2014               | Kazán (Rusia)           | Medalla de oro    | Sable por equipos |
| 2015               | Moscú (Rusia)           | Medalla de bronce | Sable por equipos |